# San Hilario (Friburgo de Brisgovia)

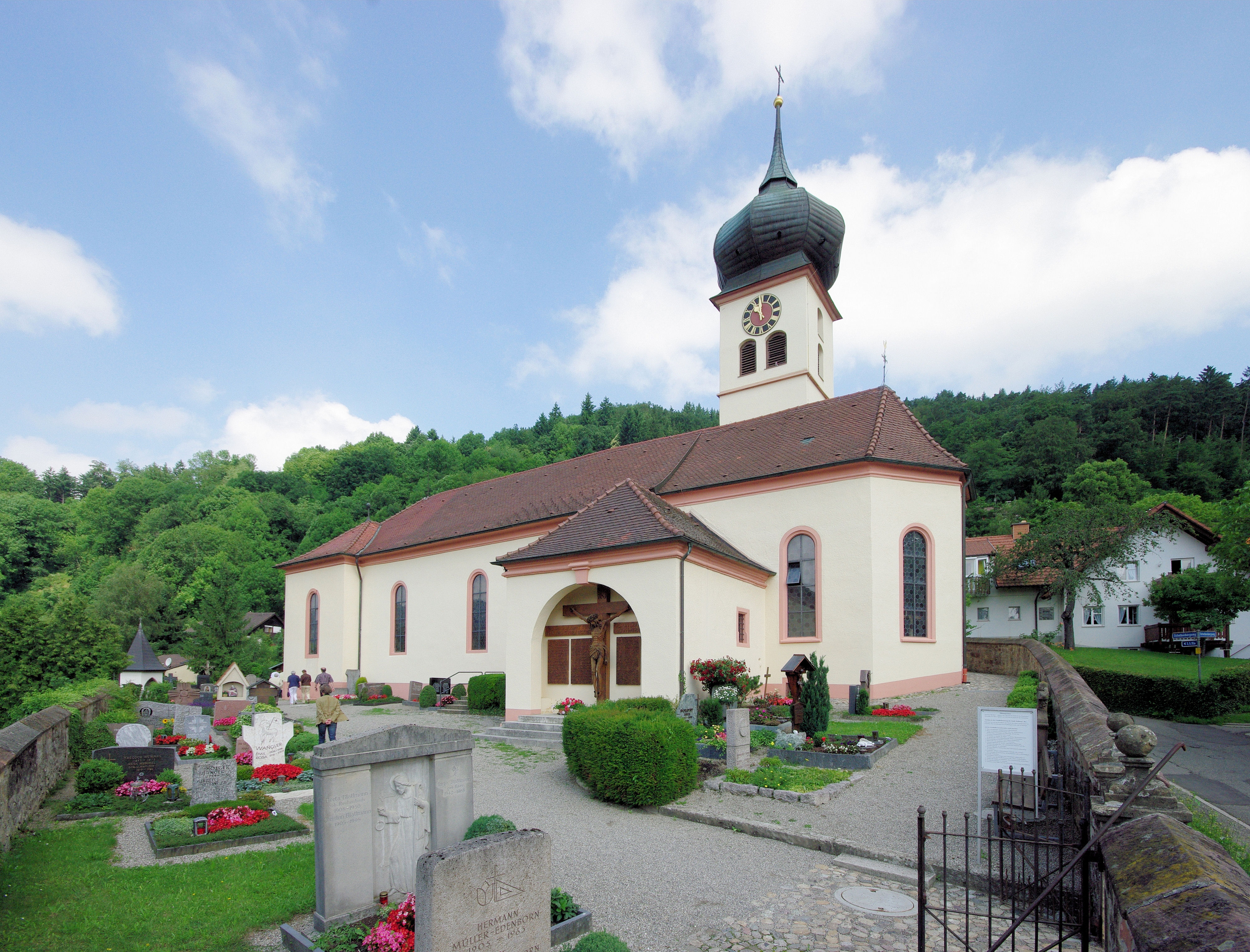
San Hilario

San Hilario en el barrio Ebnet de Friburgo, Baden-Wurtemberg, Alemania, es la iglesia barroca rural más antigua de Brisgovia. 
El presente edificio de la iglesia fue construido en 1725. No está ubicada en el centro de la aldea, sino en la ladera de la montaña. De esta manera representa el homólogo del castillo de Ebnet en el valle del Dreisam.
El tabernáculo del sacramento es todavía de la iglesia gótica anterior de 1473. En la iglesia hay un retablo de Franz Bernhard Altenburger de alrededor de 1730 con los patronos Hilario y Remigio a los pies de la Madre de Dios, la Trinidad entronizada por encima y el mapa de Ebnet abierto por un querubín con la vista anterior de la aldea y el antiguo castillo de Ebnet.